# Harvey Pekar
Harvey Lawrence Pekar, född 8 oktober 1939 i Cleveland, Ohio, död 12 juli 2010 i Cleveland Heights i Cuyahoga County, Ohio, var en amerikansk författare av undergroundserier, musikkritiker och mediapersonlighet. Han är mest känd för sin självbiografiska serietidning American Splendor som han påbörjade 1972. Det första numret av tidningen gavs ut 1976. Pekar illustrerade inte själv serien utan det arbetet sköttes av ett antal konstnärer under årens lopp. År 2003 producerades en film med samma namn som handlade om Pekars liv.